# Sant'Agata Bolognese
Sant'Agata Bolognese là một đô thị thuộc tỉnh Bologna trong vùng Emilia-Romagna nước Ý. Đô thị này có diện tích 34 km², dân số 5955 người.
Đô thị này có làng trực thuộc: Maggi, Crocetta.
Đô thị này giáp các đô thị sau: Castelfranco Emilia, Crevalcore, Nonantola, San Giovanni in Persiceto.

## Biến động dân số
==Tham khảo==